# Kristall
Kristall (rusky Кристалл, index GRAU 11F77T, typové označení 77KST, výrobní číslo 172-01) byl technologický modul Miru, čtvrtý v pořadí. Modul na oběžnou dráhu Země vynesla raketa Proton-K 31. května 1990, ke stanici se připojil 10. června téhož roku. Ve svých útrobách nesl 7 t zásob. Součástí stanice zůstal už natrvalo, zanikl společně s celým komplexem Mir 23. března 2001. Byl určen pro vědecké a technologické pokusy, ale také na spojení s raketoplánem Buran, ke kterému však nikdy nedošlo. K setkávacímu spojovacímu uzlu Kristallu byl později (v listopadu 1995) připojen stykový modul pro připojení těles v hmotnosti do sta tun, připojovaly se jím americké raketoplány Space Shuttle.

## Popis
Skládal se ze dvou hermetizovaných částí a jeho délka byla 11,9 m. Jeho maximální průměr byl 4,35 m a vážil 19 640 kg. Byly v něm též umístěny schránky s přístroji a potravinami. Nesl dvě křídla solárních panelů s plochou 70 m². Kromě uzlu pro připojení k Miru a uzlu na spojení s raketoplánem měl ještě třetí uzel, ke kterému se měl připojit modul vykonávající astronomická pozorování.

## Vědecké vybavení

### Glazar
Snímkování hvězdné oblohy v ultrafialovém spektru.

### Svět
studování zvláštnosti růstu, vývoje a techniky kultivace ovocných rostlin, během kosmického letu. Zajištění zavlažování a klíčení semen rostlin, zalévání a aeraci kořenů a také osvětlování a ventilaci vyrůstajících rostlin za letu. Každých pět dnů fotografování stavu semen či rostlin.